# Bréhal
 Bréhal  es una población y comuna francesa, en la región de Baja Normandía, departamento de Mancha, en el distrito de Coutances. Es la cabecera y mayor población del cantón de su nombre.

## Demografía
| 1396 | 1523 | 1525 | 1568 | 1988 | 2390 | 2351 | 2599 |
| Para los censos de 1962 a 1999 la población legal corresponde a la población sin duplicidades (Fuente: INSEE [Consultar]) |      |      |      |      |      |      |      |